# 디다케

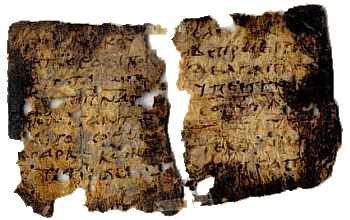
디다케 필사본

《디다케》(/ˈdɪdəkeɪ, -ki/; 고대 그리스어: Διδαχή Didakhé[*]) 또는 《열두 사도를 통해 이방인에게 전한 주의 가르침》(고대 그리스어: Διδαχὴ Κυρίου διὰ τῶν δώδεκα ἀποστόλων τοῖς ἔθνεσιν Didachḕ Kyríou dià tō̂n dṓdeka apostólōn toîs éthnesin[*])은 익명의 짧은 초기 기독교 출판 논문 (고대 교회 명령)으로, 코이네 그리스어로 쓰여졌으며, 현대 학자들은 1세기 또는 (드물게) 2세기경에 작성된 것으로 추정한다.
이 논문의 첫 줄은 "열두 사도를 통해 이방인(또는 민족)에게 전한 주의 가르침"이다. 부분적으로 가장 오래된 현존하는 교리 문답을 구성하는 이 문서는 기독교 윤리, 세례와 성찬과 같은 의식, 그리고 교회 조직을 다루는 세 가지 주요 부분을 포함한다. 서두에는 의로운 생명의 길과 사악한 죽음의 길이 묘사되어 있다. 주기도문은 전문이 포함되어 있다. 세례는 침례로 행해지지만, 침례가 불가능할 경우 관수례로도 가능하다. 단식은 수요일과 금요일에 명해진다. 두 개의 초기 성찬 기도문이 제시되어 있다. 교회 조직은 발전 초기 단계에 있었다. 순회 사도와 선지자는 중요한 역할을 하여 "수석 사제"로 봉사하며 성찬을 집전했을 수 있다. 한편, 지역의 주교와 부제도 권위를 가지고 있었으며 순회 사역을 대체하고 있었던 것으로 보인다.
디다케는 고대 교회 명령 장르의 첫 번째 사례로 여겨진다. 이 문서는 유대 기독교인이 자신들을 어떻게 보았고 이방인 기독교인을 위해 그들의 관습을 어떻게 적용했는지를 보여준다. 마태오의 복음서와 여러 면에서 유사한데, 이는 두 문서가 유사한 공동체에서 기원했기 때문일 수 있다. 바르나바 서신과 같은 다른 초기 기독교 문서에도 나타나는 서두 부분은 초기 유대 자료에서 파생되었을 가능성이 높다.
디다케는 속사도라고 알려진 2세대 기독교 저작물 그룹의 일부로 간주된다. 이 작품은 일부 교부들에게 신약성경의 일부로 간주되었지만, 다른 이들에게는 위조된 또는 정경이 아닌 것으로 거부되었다. 결국, 이 작품은 신약 정경에 포함되지 않았다. 그러나 디다케에서 직간접적으로 영향을 받은 작품으로는 사도들의 교훈, 사도 헌장, 그리고 에티오피아 디다스칼리아가 있으며, 후자는 에티오피아 정교회의 확장된 정경에 포함되어 있다.

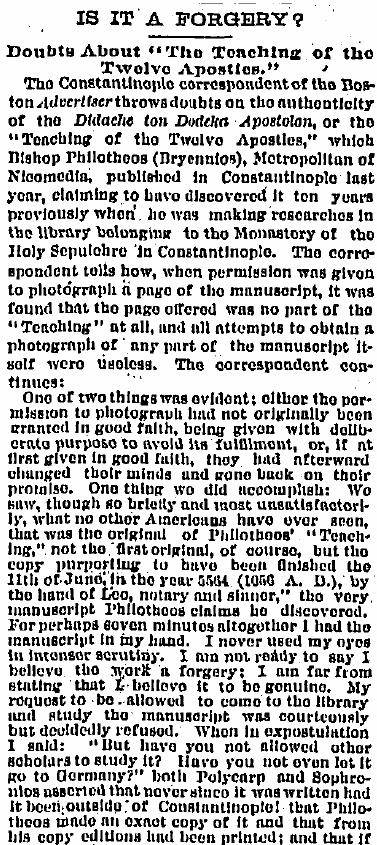
디다케 재발견에 대한 기사, 시카고 데일리 트리뷴, 1884

수세기 동안 실전되었던 디다케의 그리스어 필사본은 1873년 니코메디아의 대주교 필로테오스 브리엔니오스가 콘스탄티노폴리스의 예루살렘 성묘 수도원에서 발견된 속사도 문헌 모음집인 예루살렘 코덱스에서 재발견했다. 처음 다섯 장의 라틴어 번역본은 1900년 J. 슐레흐트에 의해 발견되었다.

## 연대, 구성 및 현대 번역본

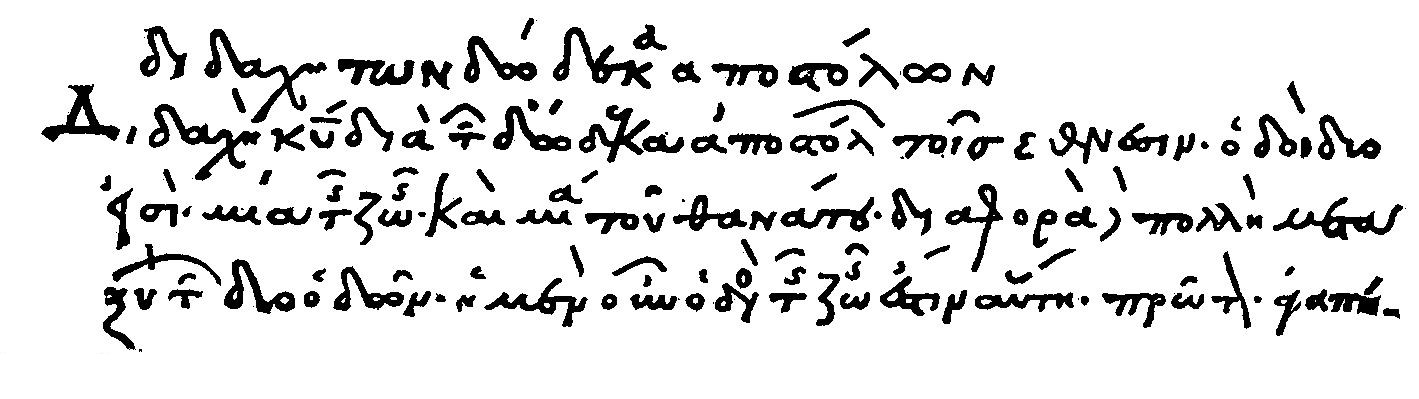
1873년에 발견된 필사본에 있는 디다케의 제목

많은 영국과 미국 학자들은 한때 이 문서의 연대를 2세기 초로 보았고, 일부는 여전히 그렇게 보지만, 대부분의 학자들은 이제 디다케를 1세기로 본다. 이 문서는 복합적인 저작물이며, 사해 문서에서 공동체 규약이 발견되면서, 유대 교리 문답 저작으로 시작하여 교회 지침서로 발전하는 등 상당한 기간에 걸친 발전의 증거가 제공되었다.
디다케의 그리스어 본문(1:3c–4a; 2:7–3:2)을 담고 있는 두 개의 언셜 조각은 옥시링쿠스 파피루스 (no. 1782) 중에서 발견되었으며 현재 옥스퍼드의 보들리안 예술, 고고학 및 고대 세계 도서관 소장품으로 있다. 이 조각들을 제외하고, 디다케의 그리스어 본문은 11세기 그리스어 필사본인 예루살렘 코덱스 한 권에만 남아 있다.
따라서 문서의 연대 측정은 확실한 증거의 부족과 복합적인 특성 때문에 어렵다. 디다케는 현재의 형태로 150년경에 편집되었을 수 있지만, 많은 학자들은 1세기 말에 가까운 시기를 더 가능성 있게 본다.
이 가르침은 익명의 사목 지침서로, 아론 밀라벡은 "유대 기독교인이 자신들을 어떻게 보았고 이방인에게 그들의 유대교를 어떻게 적용했는지를 다른 어떤 기독교 성경 책보다 더 많이 드러낸다"고 말한다. 두 길 부분은 아마도 이전의 유대 자료에 기반을 두고 있을 것이다. 디다케를 작성한 공동체는 시리아에 기반을 두었을 수 있는데, 이는 예루살렘에서 다소 떨어진 곳에서 이방인을 대상으로 유대적 관점에서 작성되었으며, 바울의 영향을 받은 증거가 없기 때문이다. 앨런 개로우는 그 가장 초기층이 49-50년에 예루살렘 공의회가 발표한 칙령, 즉 예수의 형제 야고보가 이끄는 예루살렘 총회에서 비롯되었을 수 있다고 주장한다.
이 문서는 실전되었지만, 학자들은 후대의 교부들이 이 문서를 많이 인용했다는 기록을 통해 알고 있었다. 1873년 콘스탄티노폴리스(현재 이스탄불)에서 대주교 필로테오스 브리엔니오스는 1056년에 작성된 디다케의 그리스어 사본을 발견했고, 1883년에 출판했다. 히치콕과 브라운은 1884년 3월에 첫 영어 번역본을 출판했다. 아돌프 폰 하르나크는 1884년에 첫 독일어 번역본을 출판했고, 폴 사바티에는 1885년에 첫 프랑스어 번역본과 해설서를 출판했다.

## 초기 인용

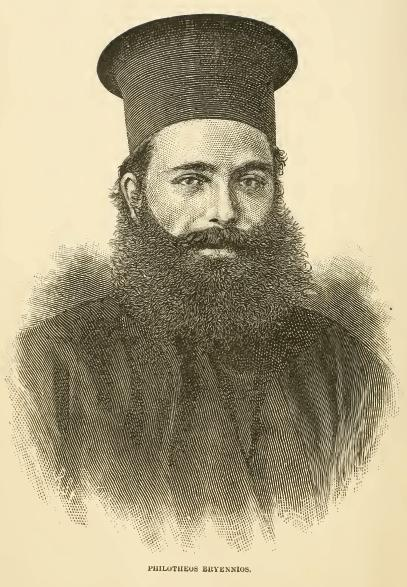
디다케를 재발견한 필로테오스 브리엔니오스

디다케는 4세기 에우세비우스에 의해 사도들의 가르침으로 언급되는데, 그는 이를 정경이 아닌 다른 책들과 함께 분류했다.
바울의 행전, 소위 목자와 베드로의 묵시록, 그리고 이 외에 바르나바 서신, 사도들의 가르침이라고 불리는 것들, 그리고 요한의 묵시록도 위조된 작품으로 분류되어야 한다. 왜냐하면 내가 전에 썼듯이 어떤 이들은 그것을 거부하고 다른 이들은 정경에 포함하기 때문이다.

알렉산드리아의 아타나시오스 (367년)와 티라니우스 루피누스 ( 380c.)는 디다케를 외경에 포함시켰다. 루피누스는 특이한 대체 제목 Judicium Petri "베드로의 심판"을 부여했다. 콘스탄티노폴리스의 니키포로스 1세 ( 810c.), 위-아나스타시오스, 그리고 성경 개요와 60권의 정경 목록은 이를 거부했다. 사도 헌장, 85조, 다마스쿠스의 요안니스 그리고 에티오피아 테와헤도 교회에서는 이를 받아들인다. 키프리아누스의 모방자가 쓴 Adversus Aleatores는 이를 인용한다. 출처를 밝히지 않은 인용은 광범위하며, 확실성은 떨어진다. 두 길 부분은 바르나바 서신 18-20장과 같은 언어를 공유하며, 때로는 단어 그대로, 추가되거나, 위치가 바뀌거나, 요약되어 있다. 바르나바 4:9는 디다케 16:2-3에서 파생되었거나 그 반대일 수 있다. 폴리카르포스와 안티오키아의 이그나티오스의 서신들과도 많은 유사점이 발견된다. 헤르마스의 목자는 디다케를 반영하는 것으로 보이며, 이레네오, 알렉산드리아의 클레멘스, 그리고 오리게네스 또한 이 작품을 사용한 것으로 보이며, 서방에서는 옵타투스와 "게스타 아푸드 제노필룸"도 마찬가지이다. 사도들의 교훈은 디다케에 기초한다. 사도 교회 법령은 일부를 사용했으며 사도 헌장은 디다스칼리아를 포함한다. 유스티노 순교자, 타티안, 안티오케이아의 테오필로스, 키프리아누스, 그리고 락탄티우스에게서도 그 흔적을 찾을 수 있다.

## 내용
디다케는 약 2,300 단어에 불과한 비교적 짧은 텍스트이다. 내용은 네 부분으로 나눌 수 있는데, 대부분의 학자들은 이 내용이 후대 편집자에 의해 별도의 자료에서 합쳐졌다는 데 동의한다. 첫 번째 부분은 두 가지 길, 즉 생명의 길과 죽음의 길(1-6장)이다. 두 번째 부분은 세례, 단식, 성찬식과 관련된 의식(7-10장)을 다룬다. 세 번째 부분은 사도, 선지자, 주교, 집사를 어떻게 대우할 것인지(11-15장)에 대해 이야기한다. 그리고 마지막 부분(16장)은 적그리스도와 재림에 대한 예언이다.

### 제목
이 필사본은 일반적으로 디다케(Didache)라고 불린다. 이는 문서에 있는 표제와 교부들이 사용한 제목인 "열두 사도의 주님 가르침"의 줄임말이다. 더 자세한 제목 또는 부제도 필사본에 이어서 발견되는데, "열두 사도가 이방인들에게 전한 주님의 가르침"이다.

### 설명
윌리 로르도르프는 처음 다섯 장을 "본질적으로 유대적이지만, 기독교 공동체가 '복음적 부분'을 추가하여 사용할 수 있었다"고 보았다. 디다케에서 '주님'이라는 칭호는 보통 "주 하느님"에게만 사용되며, 예수는 아버지의 "종"(9:2f.; 10:2f.)으로 불린다. 세례는 "성부와 성자와 성령의 이름으로" 행해졌다. 학자들은 일반적으로 "주의 이름으로" 세례를 언급하는 9:5절이 점진적으로 삼위일체 이름으로 대체된 초기 전통을 나타낸다는 데 동의한다. 아론 밀라벡은 사도행전 3장과의 유사성을 지적한다. 둘 다 예수를 "하느님의 종(파이스)"으로 본다. 공동체는 "하느님의 나라를 아버지로부터 전적으로 미래의 사건으로" 기다리는 것으로 제시된다.

### 두 가지 길
첫 번째 부분(1-6장)은 "두 가지 길이 있으니, 하나는 생명의 길이요 하나는 죽음의 길이요, 이 두 길 사이에는 큰 차이가 있다"로 시작된다.
두 가지 길 교리를 사용한 가장 유사한 사례는 사해 문서 공동체의 에세네파 유대인들 사이에서 발견된다. 쿰란 공동체는 창립 헌장인 공동체 규약에 두 가지 길 가르침을 포함했다.
두 가지 길 전체에 걸쳐 복음서와 공유되는 많은 구약성경 인용문과 많은 신학적 유사성이 있지만, 예수는 이름으로 언급되지 않는다. 첫 장은 셰마("너는 하느님을 사랑해야 한다"), 가장 큰 계명("이웃을 네 몸과 같이"), 그리고 황금률의 부정형으로 시작된다. 그 다음 산상수훈과 공통되는 짧은 발췌문이 나오는데, 여기에 흥미로운 주고받음에 대한 구절이 있는데, 이 구절은 헤르마스의 목자 (계명 2, 4-6)에도 변형되어 인용되어 있다. 라틴어 본문은 1:3-6과 2:1을 생략하며, 이 부분들은 바르나바 서신에 병행 구절이 없다. 따라서 이 부분들은 나중에 추가된 것일 수 있으며, 헤르마스와 디다케의 현재 본문이 공통된 출처를 사용했거나, 하나가 다른 하나에 의존했을 수 있음을 시사한다. 2장은 모살, 간통, 소년을 타락시키는 행위, 성적 문란, 도둑, 마술, 마법, 낙태, 영아 살해, 탐욕, 위증, 거짓 증언, 악담, 원한, 이중성, 말과 행동의 불일치, 탐욕, 인색함, 위선, 악의, 오만, 이웃에게 악을 꾸밈, 증오, 나르시시즘에 대한 계명과 이들에 대한 일반적인 확장, 그리고 예수의 말씀에 대한 언급을 담고 있다. 3장은 한 가지 악덕이 어떻게 다른 악덕으로 이어지는지 설명하려고 시도한다: 분노는 살인으로, 욕정은 간통으로 이어진다. 이 장 전체는 바르나바 서신에 포함되지 않는다. 4장에는 여러 가지 교훈이 추가되어 있으며, 마지막은 "이것이 생명의 길이다"로 끝난다. 13절은 주님의 계명을 더하거나 빼지 말고 지켜야 한다고 명시한다(또한 신명기 4:2, 12:32 참조). 죽음의 길(5장)은 피해야 할 악덕 목록이다. 6장은 이 가르침의 길을 지킬 것을 권한다:
아무도 너희를 이 가르침의 길에서 벗어나게 하지 못하게 하라. 이는 하느님과 떨어져서 너희에게 가르치기 때문이다. 만일 너희가 주의 모든 멍에를 질 수 있다면 온전할 것이지만, 만일 너희가 이것을 할 수 없다면, 할 수 있는 것을 하라. 음식에 관해서는 할 수 있는 것을 견뎌라. 그러나 우상에게 희생된 것에 대해서는 극도로 조심하라. 이는 죽은 신들의 봉사이기 때문이다.

디다케는 고린도전서 10:21처럼 우상에게 바쳐진 고기를 먹는 것을 절대적으로 금지하지 않고, 단지 조심할 것을 권한다. 디다케와 비교할 수 있는 것은 바울로의 "채소를 먹는 자"라는 표현인데, 이는 고린도전서 8:13 "내가 내 형제를 실족하게 할까 봐 영원히 고기를 먹지 않겠다"와 같은 과장법적 표현으로, 초기 교회의 채식주의 개념을 지지하지 않는다. 존 채프먼은 가톨릭 백과사전 (1908)에서 디다케가 유대인의 고기를 언급한다고 주장한다. 라틴어 번역본은 6장을 대체하여 비슷한 결론을 맺는데, 고기와 idolothyta에 대한 모든 언급을 생략하고 "per Domini nostri Jesu Christi [...] in saecula saeculorum, amen"('우리 주 예수 그리스도를 통하여 [...] 영원히, 아멘')으로 끝난다. 이것이 번역의 끝이다. 이는 번역자가 우상 숭배가 사라진 시대에 살았으며, 디다케의 나머지 부분이 구식이 되었다는 것을 시사한다. 1장 3-6절을 생략할 다른 이유는 없을 것이므로, 이 장들은 번역자가 사용한 사본에는 아마도 없었을 것이다.

### 악덕 및 미덕 목록
바울 서신에 자주 등장하는 악덕 목록은 구약 시대의 고대 유대교에서는 비교적 드물었다. 복음서에서는 예수의 팔복 가르침 구조가 종종 율법과 선지자에 의존했다. 그러나 때로는 마가복음 7:20–23과 같이 예수도 그러한 악덕 목록을 표현했다. 바울의 악덕 및 미덕 목록은 헬레니즘-유대인의 영향, 즉 필론 (기원전 20년–기원후 50년)과 중간 시대의 다른 저술가들로부터 더 많은 영향을 받았을 수 있다.
죽음의 길과 금지된 "중죄"는 바울 서신에 나오는 다양한 "악덕 목록"을 연상시키는데, 이 목록들은 하느님의 나라에 들어가고 싶다면 특정 행동에 참여하는 것을 경고한다. 바울이 고린도전서 6:9–10, 갈라디아서 5:19–21, 그리고 디모데전서 1:9–11에 쓴 내용과 디다케 2장을 비교하면, "소년을 타락시키지 말라"는 한 줄을 제외하고는 거의 같은 경고와 단어가 사용되며 일정한 공통점을 보인다. 바울은 칠십인역 레위기 18:22에 나오는 그리스어 '남성'과 '눕다'라는 단어를 바탕으로 문자적으로 '남성-침대자'를 의미하는 단발어 arsenokoitai (ἀρσενοῖται)라는 합성어를 사용하는 반면, 디다케는 바르나바 서신에서도 사용되는 '어린이 타락자'(고대 그리스어: παιδοφθορήσεις paidophthorēseis[*])로 번역되는 단어를 사용한다.

### 의식

#### 세례
두 번째 부분(7~10장)은 세례에 대한 지침으로 시작하는데, 세례는 기독교 교회에 입교하는 성례전이다. 세례는 "성부와 성자와 성령의 이름으로" "살아있는 물"(즉, 흐르는 물, 아마도 시냇물)에 세 번 담가야 한다. 이것이 불가능할 경우, 차가운 물이나 심지어 따뜻한 물로도 세례를 받을 수 있다. 만약 물이 침례에 충분하지 않다면, 물을 머리에 세 번 부을 수 있다(관수례). 세례받는 자와 세례주는 자, 그리고 가능하다면 의식에 참석하는 다른 모든 사람들은 하루나 이틀 전에 금식해야 한다.
신약성경은 세례에 대한 은유는 풍부하지만, 실제 관행에 대한 자세한 내용은 거의 제공하지 않는다. 심지어 세례 후보자가 어떤 공식으로 신앙을 고백했는지조차도 언급하지 않는다. 디다케는 세례에 대한 정보를 제공하는 가장 오래된 성경 외 자료이지만, 이 역시 이러한 자세한 내용은 부족하다. 디다케의 두 길 부분은 아마도 세례를 준비하는 예비 신자들(학생들)이 받았던 윤리적 가르침의 종류였을 것이다.

#### 단식
8장은 금식이 “위선자들처럼” 둘째 날과 다섯째 날이 아니라 넷째 날과 준비하는 날에 행해져야 한다고 제시한다. 수요일과 금요일에 단식하고 주일에는 예배하는 것이 기독교인의 한 주를 구성했다. 기독교인들은 유대인 형제들과 함께 기도해서는 안 되며, 대신 주기도문을 하루 세 번 외워야 한다. 기도문은 마태오의 복음서에 나오는 버전과 동일하지 않으며, “나라와 권능과 영광이 영원히 아버지의 것”이라는 영광송이 붙어 있다. 이 영광송은 역대상 29:11-13에서 유래했으며, 부르스 M. 메츠거는 초기 교회가 주기도문에 이를 추가하여 현재의 마태복음 읽기를 만들었다고 주장했다.

#### 매일 기도
디다케는 300년대 이전 기독교인들의 일일 기도 관행을 재구성하는 데 역사가들이 가진 몇 안 되는 단서 중 하나를 제공한다. 이 문서는 기독교인들에게 "주님의 기도"를 하루 세 번 기도하라고 지시하지만, 기도 시간을 명시하지는 않는다. 마태복음 6:9-13의 버전을 상기시키며, "위선자들처럼 기도해서는 안 되지만, 다음과 같이 기도해야 한다"고 단언한다. 다른 초기 자료들은 하루에 두 번, 세 번, 다섯 번의 기도를 언급한다.

#### 성찬
디다케에는 기독교 예배의 중심 행위인 성찬("감사")을 위한 두 개의 원시적이고 특이한 기도문이 포함되어 있다. 이는 이 의식을 성찬이라고 언급한 가장 오래된 문헌이다.
9장은 다음과 같이 시작한다.
이제 성찬에 관하여는 이렇게 감사하라. 먼저 잔에 관하여는:

우리의 아버지, 주님의 종 다윗의 거룩한 포도나무로 인해 감사하나이다. 주님께서는 주님의 종 예수를 통하여 우리에게 이를 알리셨으니; 영원히 주님께 영광이 있으리로다...

그리고 쪼개진 빵에 관하여는:
우리의 아버지, 주님의 종 예수를 통하여 우리에게 알려주신 생명과 지식에 감사하나이다. 영원히 주님께 영광이 있으리로다. 이 쪼개진 빵이 언덕 위에 흩어졌다가 모여 하나가 되었듯이, 주님의 교회가 땅 끝에서부터 주님의 왕국으로 모이게 하소서. 주 예수 그리스도를 통하여 영원히 주님께 영광과 권능이 있나이다.

그러나 주님의 이름으로 세례받지 않은 자는 누구든지 성찬에 참여하거나 마시지 못하게 하라. 이에 관하여 주님께서도 말씀하셨으니, "거룩한 것을 개에게 주지 말라."

디다케는 기본적으로 코린토에서 일어난 것과 동일한 의식을 묘사한다. 고린도전서와 마찬가지로 디다케는 주의 만찬이 말 그대로 식사였으며, 아마도 "가정 교회"에서 열렸을 것임을 확인한다. 잔과 빵의 순서는 오늘날의 기독교 관행과 신약성경에 기록된 최후의 만찬 이야기 모두와 다르며, 거의 모든 오늘날의 성찬 예식과는 달리 디다케는 이를 언급하지 않는다.

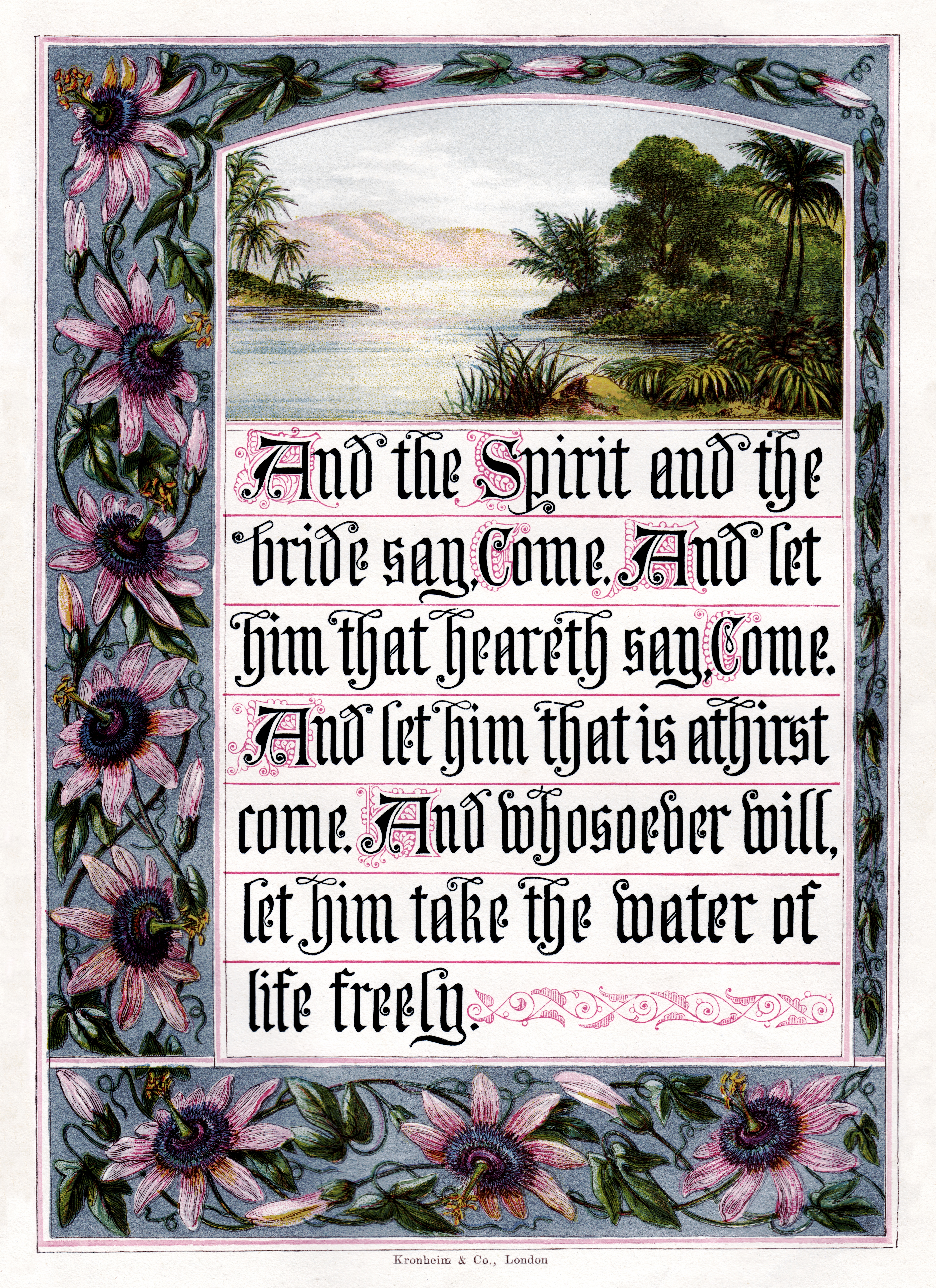
요한계시록 22:17 (KJV), 디다케 10장의 기도와 유사한 점이 있음

10장은 식사 후 감사를 전한다. 식사의 내용은 명시되어 있지 않다. 9장은 언급된 잔과 빵 외의 다른 요소들을 배제하지 않으며, 10장은 원래 별개의 문서였는지 9장의 내용을 바로 이어가는지 여부와 관계없이 특정 요소들을 전혀 언급하지 않고, 심지어 포도주와 빵도 언급하지 않는다. 대신 "주의 종을 통해 주어진 영적 음식과 음료와 영원한 생명"에 대해 이야기하며, 이를 "사람들에게 즐거움을 위해 주어진 음식과 음료(하느님께 감사할 수 있도록)"와 구별한다. 이전과 같이 영광송 후에 종말론적 외침이 이어진다. "은혜가 임하고 이 세상은 지나가게 하소서. 호산나 다윗의 아들(하느님)께! 거룩한 자는 오게 하소서; 그렇지 않은 자는 회개하게 하소서. 마라나타. 아멘." 이 기도는 요한계시록 22:17–20과 고린도전서 16:22를 연상시킨다.
존 도미니크 크로산은 1984년 더 세컨드 센추리 기사에서 존 W. 리그스의 제안을 지지하는데, "디다케 9-10장에는 두 개의 완전히 분리된 성찬 축하가 있으며, 이 중 초기 축하가 이제 두 번째 자리에 놓였다"는 것이다. 10.1에서 시작되는 부분은 유대인의 비르캇 하마존을 재작업한 것으로, 식사 후에 드리는 세 절 기도로, 우주를 지탱하시는 하느님께 대한 축복, 음식, 땅, 계약이라는 선물을 주시는 하느님께 대한 축복, 그리고 예루살렘의 회복을 위한 기도를 포함한다. 내용은 "기독교화"되었지만, 형식은 유대적이다. 이는 "교회 성찬 기도문에 제도 이야기가 삽입되지 않았던 원시 시대"에 속하는 아다이와 마리 성찬 예식의 시리아 교회 성찬 예식과 유사하다.

### 교회 조직
디다케에 나타난 교회 조직은 미발달 상태로 보인다. 순회하는 사도와 선지자는 "수석 사제"로서 중요한 역할을 했으며, 성찬을 집례했을 가능성이 있다. 시대의 발전을 통해 제목이 바뀌었고, 후대 편집자들은 다양한 역할의 기능을 이해하지 못한 채 역할이 서로 교환 가능하다고 믿었다. 이는 "닫힌 시기"(사무엘 시대와 같이) 동안 예언적 지식이 활발하게 작동하지 않았음을 시사하며, 현대화된 제목은 예언적 지식을 나타내지 않는다. 이 문서는 공동체의 관대함을 악용하려는 거짓 선지자와 지원받을 가치가 있는 진정한 선지자를 구별하는 방법에 대한 지침을 제공한다. 예를 들어, 자신이 설교하는 대로 행동하지 않는 선지자는 거짓 선지자이다(11:10). 지역 지도부는 주교와 부제로 구성되며, 그들은 순회 사역을 대체하고 있는 것으로 보인다. 기독교인들은 주일에 모여 빵을 떼고, 그 전에 먼저 죄를 고백하고 불만이 있다면 다른 사람들과 화해할 것을 권고받는다(14장).

## 마태오 복음과 디다케
디다케와 마태오의 복음서 사이에는 단어, 구절, 모티프를 공유하는 상당한 유사점이 발견되었다. 이 두 저작 사이의 밀접한 관계는 두 문서가 동일한 역사적, 지리적 환경에서 작성되었을 가능성을 시사한다.
공통된 환경을 시사하는 한 가지 주장은 디다케와 마태오 복음 공동체 모두 처음부터 유대 기독교인으로 구성되었을 가능성이 높다는 것이다.
두 가지 길 가르침(디다케 1-6장)은 또한 디다케와 마태오 공동체 내에서 세례 전 교육으로 사용되었을 수 있다. 더욱이, 디다케와 마태오 복음(디다케 7장과 마태오 28:19)의 삼위일체 세례 공식의 일치뿐만 아니라 주기도문의 유사한 형태(디다케 8장과 마태오 6:5-13)도 유사한 구전 전통의 사용을 반영하는 것으로 보인다. 마지막으로, 디다케 공동체(디다케 11-13장)와 마태오 공동체(마태오 7:15-23; 10:5-15, 40-42; 24:11,24) 모두는 순회하는 사도와 선지자들의 방문을 받았는데, 이들 중 일부는 이단적이었다.
두 문서 사이의 관계는 여전히 활발하게 논의되고 있다.

## 같이 보기
- 고대 교회 명령
- 예루살렘 코덱스
- 마태오의 복음서
- 나사렛인의 복음서
- 히브리어 마태 복음
- 파에다고구스

## 내용주
1. ↑  그리스어: Διδαχὴ κυρίου διὰ τῶν δώδεκα ἀποστόλων τοῖς ἔθνεσιν.
2. ↑  디다케는 어떤 기독교 교회에서도 가장 큰 정경 문헌 집합인 에티오피아 정교회의 81권 성경에 포함되어 있다.
3. ↑   클레멘스는 디다케를 성경으로 인용한다.[22][쪽 번호 필요]
4. ↑   "제노필루스 앞에서의 재판"은 옵타투스(누미디아 밀레비스의 주교)의 돈주의자들에 대항하는 7권 논문의 16개 부록 중 두 번째이다.[23] 옵타투스에 의해  370c.년에 작성되었다.
5. ↑  그리스어: 고대 그리스어: Διδαχὴ Κυρίου διὰ τῶν δώδεκα ἀποστόλων Didachē Kyriou dia tōn dōdeka apostolōn[*].
6. ↑  일부 번역에서는 '이방인' 대신 '민족'을 사용한다.[24]
7. ↑  그리스어:고대 그리스어: Διδαχὴ κυρίου διὰ τῶν δώδεκα ἀποστόλων τοῖς ἔθνεσιν Didachē kyriou dia tōn dōdeka apostolōn tois ethnesin[*].
8. ↑  예수를 고대 그리스어: παῖς pais[*]로 묘사; "소년 (종종 아무런 처벌 없이 구타당하는), 또는 (유추하여) 소녀, 그리고 (일반적으로) 아이; 특히 노예 또는 종 (특히 왕의 신하; 그리고 특히 하느님께 대한 봉사자): – 아이, 하녀, (남자)종, 아들, 젊은 남자" 스트롱 G3817.
9. ↑  대부분의 현대 학자들은 바울이 디모데전서를 저술했다고 인정하지 않는다. 디모데에게 보낸 첫째 편지#저작권 참조.
10. ↑  시리네는 디다케가 마태복음보다 아마 한 세대 후에 나왔을 것이며 마태복음을 권위 있는 텍스트로 사용했다고 주장한다. 클롭펜보르그는 디다케가 정경 복음서에 대한 지식 및 사용 가능성 문제를 제기한다. 그는 마태복음은 확실하지 않지만 누가복음은 아마 사용했을 것이라고 본다. 둘 다[5]에 있다.

### 인용
1. ↑  리델, 헨리 조지; 스콧, 로버트 (1940). "διδαχή". 그리스어-영어 사전. 헨리 스튜어트 존스 경이 로더릭 매켄지의 도움을 받아 전면 개정 및 증보. 옥스퍼드: 클래런던 출판사.
2. 1 2 3 4 5 6 7 8 9 10 11 12
3. ↑  브리태니커, 브리태니커 백과사전 편집자. "디다케". 엔사이클로피디아 브리태니커, 2021년 10월 18일, https://www.britannica.com/topic/Didache. 2023년 12월 28일 접속.
4. 1 2
5. 1 2 3 4 5  H. van de Sandt (ed), Matthew and the Didache, (Assen: Royal van Gorcum; Philadelphia: Fortress Press, 2005).
6. ↑  알렉산드리아의 아타나시오스 39차 축제 서신 (367년에 정경에서는 제외하지만 읽기를 권장)
7. ↑  콘스탄티노폴리스의 니키포로스 1세의 성경 목록
8. 1 2 3   John Chapman (1913). 〈Didache〉. 《가톨릭 백과사전》. 뉴욕: 로버트 애플턴 사.
9. ↑  Slee, Michelle (2003). 《The church in Antioch in the first century AD : communion and conflict》. London [u.a.]: T & T Clark International. 58쪽. ISBN 978-0567083821.
10. ↑  〈Didache〉, 《Dictionary of the Christian Church》, Oxford University Press, 2005, ISBN 978-0-19-280290-3.
11. ↑  O'Loughlin, Thomas (2011). 《The Didache: A window on the earliest Christians》. SPCK. ISBN 9780281064939. 2015년 7월 2일에 확인함.
12. ↑  Crossan, John Dominic (1999년 4월 1일). 《Birth of Christianity》 (영어). A&C Black. 364쪽. ISBN 9780567086686.
13. ↑  Reed, Jonathan (1995). 〈The Hebrew Epic and the Didache〉.   Jefford, Clayton N. 《The Didache in Context: Essays on Its Text, History, and Transmission》 (영어). BRILL. 213쪽. ISBN 9004100458.
14. ↑  “P.Oxy.XV 1782”. 《POxy: Oxyrhynchus Online》. University of Oxford. 2017년 12월 15일에 원본 문서에서 보존된 문서. 2017년 12월 14일에 확인함.
15. ↑  Harmer, J.R.; Lightfoot, J.B. (2006). 《The Apostolic Fathers in English》. 번역 Michael W. Holmes 3판. Grand Rapids, MI: Baker Academic. 159쪽. ISBN 978-0801031083.
16. ↑  “The Didache: Key to the Acts-Galatians Conundrum (BNTC 2017)”. 《Alan Garrow》. 2021년 3월 26일에 확인함.
17. 1 2  [https://www.britannica.com/topic/Didache "디다케." 브리태니커 백과사전 온라인. 2016년 2월 20일 접속.
18. ↑  아론 밀라벡 in Jefford 1995, 140–41쪽.
19. ↑  교회사 III, 25.
20. ↑   Durant, Will (1972). 《Caesar and Christ》. New York: Simon & Schuster..
21. ↑  Vassall-Phillips, O. R. (1917). 《The Work of St. Optatus, Bishop of Milevis, Against The Donatists》 (영어). London: Longmans, Green, And Co. 346–381쪽. 2016년 11월 13일에 원본 문서에서 보존된 문서. 2016년 12월 17일에 확인함.
22. ↑  Strong. 《1484》. Blue letter Bible..
23. 1 2  사도들의 디다케 또는 가르침, 번역 및 편집, J. B. 라이트풋, 7:2,5
24. ↑  Acts 3:13
25. ↑  Holmes, Apostolic Fathers
26. ↑  Deuteronomy 4:2
27. ↑  Deuteronomy 12:32
28. ↑  Milavec 2003b, 252쪽 citing Wendell Willis "It is interesting, nonetheless, that both Paul and the Didache take a flexible approach save when it comes to eating food sacrificed to idols. Paul makes use of the phrase "table of demons" (1 Cor 10:21)."
29. ↑  Mark 7:20–23
30. ↑  이 주제에 대한 자세한 내용은 Mike Sperou와 Kevin Mitchell 편집, "Vice and Virtue Lists of the New Testament." North Clackamas Bible Community에서 출판하고 BcResources.net에서 온라인으로 제공되는 PDF 자료. 2010년 10월 25일 최종 수정 https://bcresources.net/2200000-nts-frg12-lit-frm-vv-lists-nt-art-bcrx/
31. ↑  벨로타, 제이슨 R. "1코린토 6:9의 '아르세노코이타이'는 누구인가?" Academia.edu - 연구 공유, 2010년 3월, https://www.academia.edu/4984160/Who_are_the_Arsenokoitai_in_1_Co._6_9
32. ↑  May, Herbert G. and Bruce M. Metzger. The New Oxford Annotated Bible with the Apocrypha. 1977. p. 1177.
33. ↑  Matthew 6:9–13
34. ↑  Abrami, Leo M. 《The Jewish Origins of the Lord's Prayer》. 《Liturgical Studies, Early Christianity》. 2018년 7월 25일에 원본 문서에서 보존된 문서. 2021년 7월 20일에 확인함.
35. 1 2
36. ↑  발레리 A. 알리킨. 기독교 모임의 가장 초기 역사. 브릴, 2010. ISBN 978-90-04-18309-4. p. 110. "...특정 공동체 또는 공동체 그룹의 관행.29 그러나 디다케는 기본적으로 코린토에서 일어난 것과 동일한 의식을 묘사한다. 이는 여러 가지 이유로 가능성이 높다. 두 경우 모두 식사는 순전히 상징적인 의식이 아니라, 참가자들이 배부르게 먹을 수 있는 주일 저녁에 열리는 공동체 만찬이었다.30 또한 두 경우 모두 식사는 빵과 포도주에 대한 별도의 축복으로 시작되었다(마가 14:22-25 par.).."
37. ↑  1 Corinthians 11:23–25, Mark 14:22–25, Matthew 26:26–29, Luke 22:14–20
38. ↑  M. B. Riddle (trans.) (1886). “The Didache (Ante-Nicene Fathers, Vol. 7)”. 《New Advent》. 2019년 8월 9일에 확인함.
39. ↑  Revelation 22:17–20
40. ↑  Crossan, The Historical Jesus, p 361 (1991)
41. ↑  The Didache: Its Jewish Sources and Its Place in Early Judaism and Christianity by Hubertus Waltherus Maria van de Sandt, David Flusser pp 311–2; Metaphors of Sacrifice in the Liturgies of the Early Church 보관됨 19 2월 2008 - 웨이백 머신 by Stephanie Perdew; Jüdische Wurzel by Franz D. Hubmann
42. ↑  “Sarhad Yawsip Jammo, The Anaphora of Addai and Mari: A Study of Structure and Historical Background”. 2007년 12월 1일에 원본 문서에서 보존된 문서. 2007년 11월 28일에 확인함.